# The Score
Az 1996-os The Score a Fugees második, egyben utolsó nagylemeze. Az albumon különböző stílusú sample-ök, és hangszerek széles skálája hallható. Megfigyelhetőek rajta az alternatív hiphop egyes elemei, amely az 1990-es évek közepének uralkodó műfaja volt a hiphop kultúrában. Az albumon hallható néhány vendégzenész: Rah Digga, Young Zee és Pacewon az Outsidaz'-ből, továbbá Omega, John Forté és Diamond D. Több kiadáson szerepel négy bónuszdal: a Fu-Gee-La három remixe, valamint egy rövid akusztikus dal, a Mista Mista Wclef Jean előadásában.
A lemez már megjelenésekor nagy kereskedelmi sikereket ért el: mind a Billboard 200-on, mind a Top R&B/Hip Hop albums listán az első helyig jutott. A Killing Me Softly, Fu-Gee-La és Ready or Not kislemezek is jelentős sikereket értek el a listán, ezzel elősegítve az együttes elismerését. 1997. október 3-án a The Score hatszoros platinalemez lett. A kritikusok is dicsérték az albumot, továbbá több kritikai listára felkerült. Szerepel a The Source 1998-as a 100 legjobb rapalbum listáján. 2003-ban 477. lett a Rolling Stone magazin Minden idők 500 legjobb albuma listáján. Szerepel az 1001 lemez, amit hallanod kell, mielőtt meghalsz című könyvben.
A Killing Me Softly dalért 1996-ban Grammy-díjat kaptak a legjobb R&B duó vagy együttes teljesítményért, míg az album a legjobb rapalbum kategóriában nyerte el a díjat.

## Az album dalai
|     | Cím                                 | Hossz |
| --- | ----------------------------------- | ----- |
| 1.  | Red Intro                           | 1:52  |
| 2.  | How Many Mics                       | 4:29  |
| 3.  | Ready or Not                        | 3:47  |
| 4.  | Zealots                             | 4:21  |
| 5.  | The Beast                           | 5:37  |
| 6.  | Fu-Gee-La                           | 4:20  |
| 7.  | Family Business                     | 5:44  |
| 8.  | Killing Me Softly                   | 4:59  |
| 9.  | The Score                           | 5:02  |
| 10. | The Mask                            | 4:51  |
| 11. | Cowboys                             | 5:24  |
| 12. | No Woman, No Cry                    | 4:33  |
| 13. | Manifest/Outro                      | 6:00  |
| 14. | Fu-Gee-La (Refugee Camp remix)      | 4:24  |
| 15. | Fu-Gee-La (Sly & Robbie mix)        | 5:28  |
| 16. | Mista Mista                         | 2:42  |
| 17. | Fu-Gee-La (Refugee Camp Global mix) | 4:20  |

## Közreműködők
- Wyclef Jean – ének, gitár, producer
- Lauryn Hill – ének, producer, hangmérnök
- Pras Michel – ének, producer
- John Forté – ének, producer, dob programozása
- Diamond D – ének, producer
- DJ Red Alert – ének
- Omega – ének
- Pacewon – ének
- Rah Digga – ének
- Young Zee – ének
- Sly Dunbar – dob, dob programozása
- Ras Baraka – ének
- Akon – ének
- Robbie Shaakespeare – basszusgitár
- Backspin – scratchelés
- DJ Scrible – scratchelés
- Jerry Duplessis – producer
- Salaam Remi – producer
- Shawn King – producer
- Handel Tucker – producer, billentyűk
- Warren Riker – lejátszó, hangmérnök
- Bob Brockman – hangmérnök
- Gary Noble – hangmérnök
- Eddie Hudson – hangmérnök, keverés
- Delroy Pottinger – hangmérnök
- Courtney Small – hangmérnök

## Fordítás
- Ez a szócikk részben vagy egészben a The Score (album) című angol Wikipédia-szócikk ezen változatának fordításán alapul.  Az eredeti cikk szerkesztőit annak laptörténete sorolja fel. Ez a jelzés csupán a megfogalmazás eredetét és a szerzői jogokat jelzi, nem szolgál a cikkben szereplő információk forrásmegjelöléseként.